# La de la mala suerte
«La de la mala suerte» es una canción pop/rock escrita por el dúo Jesse y Joy. La canción está incluida en su primer álbum de estudio ¿Con quién se queda el perro? (2011).

## Historia
Fue lanzado como el tercer sencillo del álbum el 13 de marzo de 2012. El dúo mexicano escribió esta canción para su amiga Ashley de Ha*Ash por su mala suerte en el amor. Luego de pedirle permiso a Ashley para grabarla, la incluyeron en el disco y la han cantado en conciertos juntas.

## Descarga digital
| Descarga |                        |          |  |
| N.º      | Título                 | Duración |  |
| 1.       | «La De La Mala Suerte» | 4:11     |  |
| 2.       | «¡Corre!» (Lado B)     | 4:34     |  |

## Listas

### Versión original
| Lista (2012)                        | Mejor posición |
| ----------------------------------- | -------------- |
| Honduras (Honduras Top 50)          | 8              |
| Mexican Español Airplay (Billboard) | 1              |
| México (Monitor Latino)             | 1              |
| Estados Unidos (Hot Latin Songs)    | 23             |
| Estados Unidos (Latin Pop Airplay)  | 6              |

### Versión de Pablo Alborán
| Lista(2013)        | Mejor posición |
| ------------------ | -------------- |
| Spain (PROMUSICAE) | 17             |

## Historial de lanzamiento
| País   | Fecha               | Formato          | Discográfica |
| ------ | ------------------- | ---------------- | ------------ |
| México | 13 de marzo de 2012 | Mainstream radio | Warner Music |

## Otras versiones
- La actriz y cantante peruana María Grazia Gamarra interpreta una nueva versión de este tema para la serie peruana La AKdemia en 2012.